# Villa del Rosario (Entre Ríos)
Villa del Rosario é um município da província de Entre Ríos, na Argentina.